# یو هی-یول
یو هی-یول (به کره‌ای: 유희열، به انگلیسی: You Hee-yeol؛ زاده ی ۱۹ نوامبر ۱۹۷۱) خواننده-ترانه‌سرا، دی‌جی رادیو و مجری اهل کره جنوبی است.